# Рязанское гвардейское высшее воздушно-десантное командное училище
Ряза́нское гварде́йское вы́сшее возду́шно-деса́нтное о́рдена Суво́рова два́жды Краснознамённое кома́ндное учи́лище и́мени генера́ла а́рмии В. Ф. Марге́лова — гвардейское именное (имени генерала армии В. Ф. Маргелова) военное учебное заведение Министерства обороны РФ, подчинено командующему Воздушно-десантными войсками Российской Федерации. Один из двух (второй— ДВОКУ) в России специализированный ВВУЗ, готовящий офицеров-десантников.
Учебное заведение ведёт свою историю с 13 ноября 1918 года, когда в Рязани были сформированы Рязанские пехотные курсы. Сокращённое действительное наименование — РГВВДКУ.

## История
Рязанское военное училище образовано 13 ноября 1918 года на базе первых советских Рязанских пехотных курсов.
- Училище дислоцировалось в здании бывшей Рязанской духовной семинарии.[1]
- В ноябре 1921 года Рязанская пехотная школа за мужество и отвагу личного состава награждается Революционным Красным Знаменем ВЦИК.
- В 1930—1950-е годы Рязанское пехотное училище носило имя К. Е. Ворошилова.
- 1941 (2 августа) — в Куйбышеве (ныне Самара) на базе пехотного училища было скрытно создано военно-парашютное училище для подготовки военных кадров ВДВ, которое скрывалось за номером войсковой части № 75021.
- К началу войны в училище было два батальона курсантов. Ими командовал полковник П. Д. Головлёв и майор Л. И. Ягудин. О начале войны личный состав училища узнал в Селецком лагере во время очередного открытия этого лагеря. Показательные выступления рот и спортивные мероприятия были отменены. Состоялся митинг на котором выступили многие курсанты, красноармейцы и командиры. Они поклялись отдать все силы и знания на разгром врага, на защиту Родины и просили направить их в действующую Армию. Примерно, через полмесяца училище перешло на сокращённые сроки обучения. Занятия по расписанию проводились не по 8 часов в день, а по 10—12 часов, не считая самоподготовки и ухода за техникой. Увеличилось число ночных занятий. В училище прибывали новые курсанты отобранные военкоматами, большинство из ранее проходивших срочную службу в Красной Армии. Стало три батальона курсантов и несколько подразделений политбойцов. Батальонами командовали подполковник П. Д. Головлёв, майор Л. И. Ягудин, майор Н. Н. Богданов. 20 июля 1941 года из училища был произведён досрочный выпуск курсантов старшего курса. Выпуск был произведён без экзаменов по средней годовой оценке и всем выпускаемым приказом военного совета округа присвоили воинское звание «лейтенант». Выпускников в первую очередь отправляли для укомплектования формируемых первоочередных стрелковых частей, на последующие формирования и в запасные части для обучения красноармейцев и получения практических навыков. Вместо выпускников училище было быстро укомплектовано курсантским составом до полного штата с учётом предстоящего расширения. Качество комплектования частично можно оценить по книге Виктора Александровича Титова — курсанта училища выпуска марта 1942 года, «1000 дней и ночей под прицелом»: … В 1941 году из Белева я своим ходом попал в Рязань, в пехотное училище им. Ворошилова. Подбор был пестрый, в основном из высших учебных заведений Москвы. Никто не хотел быть военным, думали, что война не задержит их надолго. Для зачисления курсантом училища требовалось личное согласие, но никто не хотел давать согласие становиться курсантом. Когда на приеме у начальника училища, полковника Гарусского спросили моего согласия, я ответил, что хочу быть художником, а долг перед Родиной готов выполнить рядовым. Начальник училища ответил, что Родина требует, и я уже зачислен курсантом училища… 25 октября 1941 года училище из Рязани передислоцировано в город Иваново, а 15 февраля 1942 года возвратилось из Иваново в Рязань. Выполняя оперативную задачу на основании приказа НКО № 02011 от 20.10.41 г. по передислокации училища в город Иваново, личный состав успешно совершил пеший переход на расстояние 470 км — переход на высоком дисциплинарном уровне в указанный срок. Тяжёлое имущество переправлялось на бортах по Оке до г. Горький[2]
- В 1943—1945 годах училище также готовило офицеров для польских, чехословацких и румынских воинских частей.
- 12 ноября 1943 года Рязанское пехотное училище имени Ворошилова в ознаменование 25-й годовщины со дня образования за боевые заслуги перед Родиной и выдающиеся успехи в подготовке офицерских кадров Указом Президиума Верховного Совета СССР было награждено орденом Красного Знамени. Начальник училища генерал-майор М. П. Гарусский награждён орденом Ленина, командир курсантского батальона капитан Ф. А. Александров — орденом Красной Звезды[3].
- С 1946 года по сентябрь 1947 года парашютно-десантное училище находилось в городе Фрунзе, столице Киргизской ССР.
- 1958 (июнь) — Постановлением Совета Министров СССР Рязанское Краснознамённое пехотное училище (среднее) было преобразовано в высшее общевойсковое командное училище с четырёхлетним сроком обучения. Выпускники называли его РКПУ и получали дипломы о высшем гражданском образовании, а военная подготовка оставалась на прежнем уровне. Эти преобразования никак не коснулись Алма-Атинского десантного училища, и командующий ВДВ В. Ф. Маргелов предложил руководству страны слияние двух училищ.
- 1959 (1 мая) — из Казахстана в Рязань отправился первый эшелон курсантов-десантников, который возглавлял полковник А. С. Леонтьев, назначенный командиром Рязанского высшего общевойскового командного Краснознамённого училища. Только к завершению всех выпусков курсантов-пехотинцев 4 апреля 1964 года училище заменило свою вывеску на Рязанское высшее воздушно-десантное командное Краснознамённое училище. С 1959 года, когда Алма-Атинское военно-парашютное училище вошло в состав «РКПУ», училище стало «ковать» офицерские кадры для ВДВ. В. Ф. Маргелов постоянно держал училище в поле зрения и по-отечески опекал. Училище разрослось, обрело отличную учебную базу как в Рязани, так и в Селецких лагерях, которые неузнаваемо преобразились с военной поры.
- 1962 — училище перешло на новый профиль обучения, и во главу угла были поставлены знания по одному из иностранных языков. Начался приём и обучение иностранцев в училище (в 4-ю курсантскую роту влился четвёртый взвод, состоявший из вьетнамцев, а в последующие годы рота пополнилась индонезийцами, в настоящее время обучаются курсанты из 32 стран).
- 1964 (4 апреля) — к завершению всех выпусков курсантов-пехотинцев училище было переименовано в Рязанское высшее воздушно-десантное командное Краснознамённое училище и неузнаваемо преобразилось.

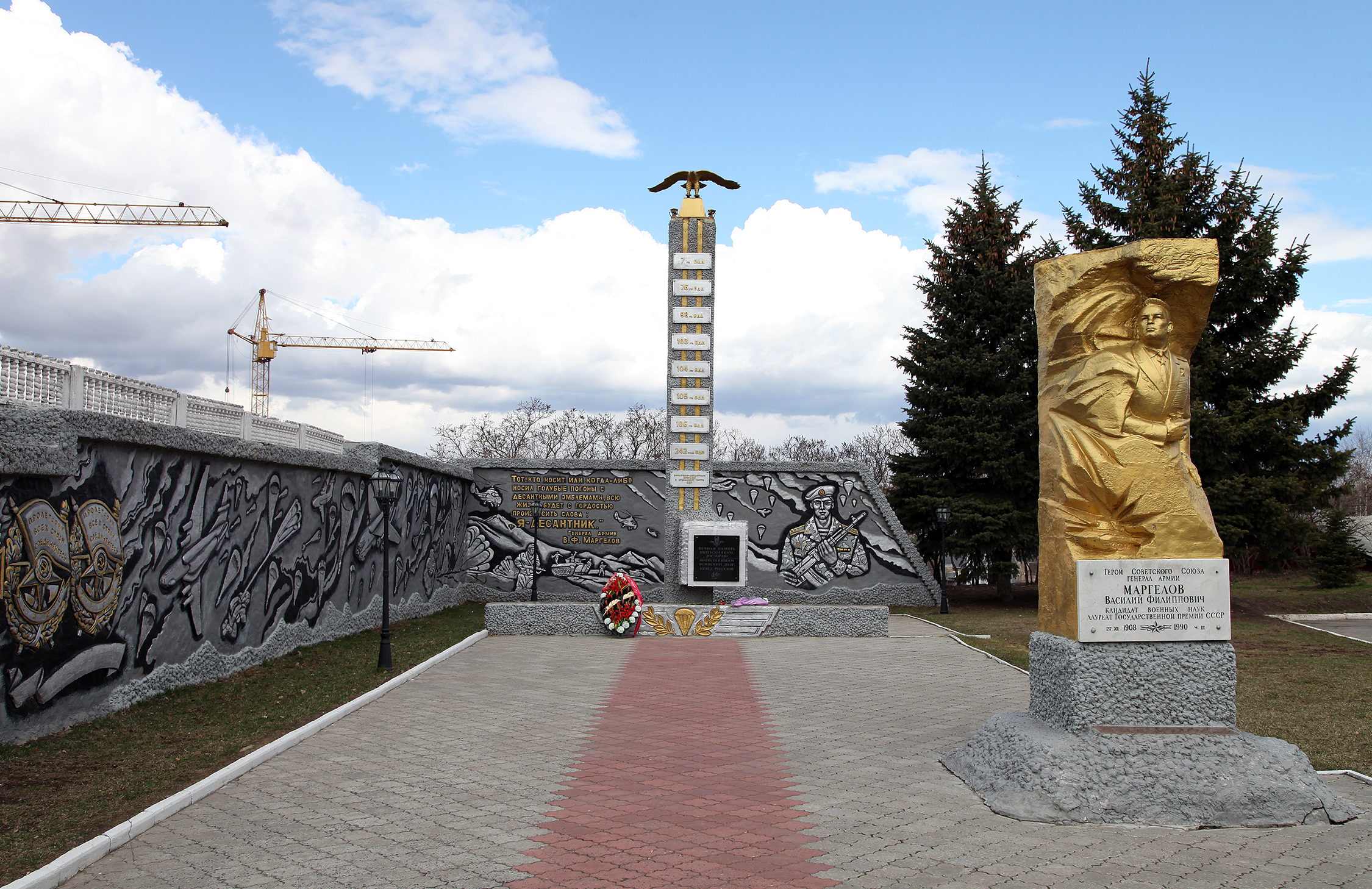
Памятник Василию Маргелову на территории РГВВДКУ

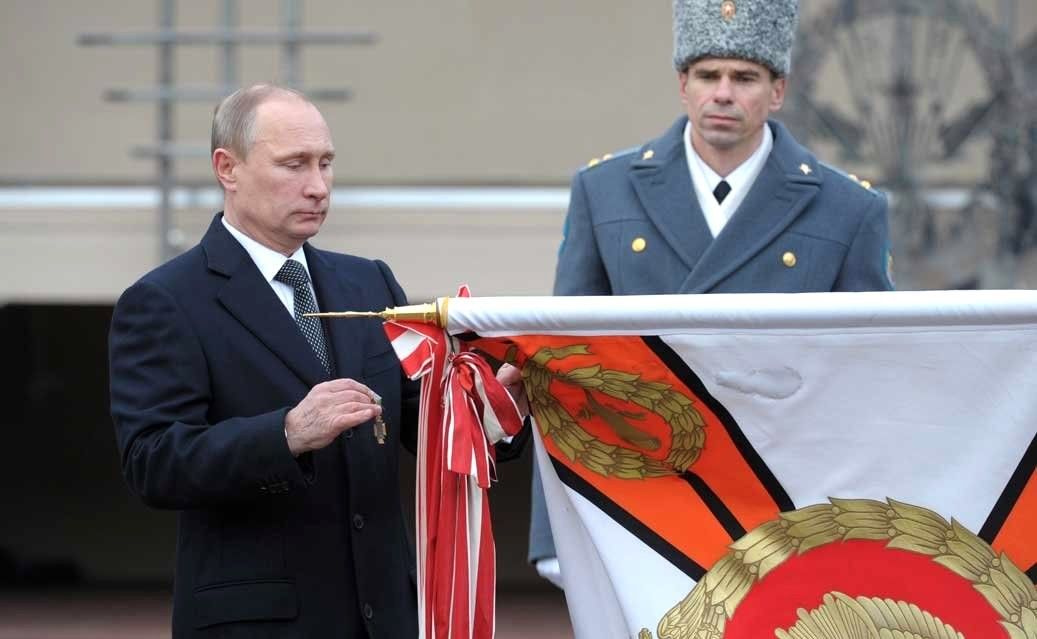
Вручение Президентом России В. В. Путиным ордена Суворова,
15 ноября 2013 года

- 22 февраля 1968 года в связи с 50-летием Вооружённых Сил СССР училище за большие заслуги в подготовке офицерских кадров вторично награждается орденом Красного Знамени. Ему присваивается почётное наименование «имени Ленинского комсомола».
- В 1989 году за большой вклад в подготовку польских военнослужащих училище награждено «Командорским крестом» ордена Заслуги Польской Народной Республики.
- 13 ноября 1995 года на территории института открыт памятник бывшему командующему воздушно-десантных войск генералу армии В.Ф. Маргелову, внёсшему большой вклад в развитие ВДВ.
- 12 ноября 1996 года, учитывая многочисленные просьбы личного состава и ветеранов десантной службы, Президент РФ присвоил училищу новое почётное наименование, в результате которого училище стало называться «Рязанское высшее воздушно-десантное командное дважды Краснознамённое училище имени генерала армии Маргелова В.Ф.».
- 29 августа 1998 года в связи с реорганизацией военных учебных заведений и в соответствии с приказом Министра обороны РФ № 417 от 16 сентября 1998 года Рязанское высшее воздушно-десантное училище имени генерала армии Маргелова В.Ф. было переименовано в «Рязанский институт Воздушно-десантных войск».
- 11 ноября 2002 года Постановлением Правительства РФ № 807 институту было возвращено наименование «имени генерала армии Маргелова В.Ф.».
- 2004 (9 июля) — учитывая многочисленные просьбы личного состава и ветеранов училища, оно снова переименовано в Рязанское высшее воздушно-десантное командное училище (военный институт) имени генерала армии В.Ф. Маргелова (Распоряжение Правительства РФ от 09.07.2004 № 937-Р).
- 2006 — Приказом Министра обороны РФ училище награждено Вымпелом Министра обороны РФ за мужество, воинскую доблесть и высокую боевую выучку.
- 2008 — распоряжением Правительства Российской Федерации от 24 декабря 2008 года № 1951-р на базе Общевойсковой академии был создан «Военный учебно-научный центр Сухопутных войск „Общевойсковая академия Вооружённых сил Российской Федерации“», в сотсав которого среди других военных вузов вошло и РВВДКУ.
- 2008 — впервые Рязанское воздушно-десантное командное училище начало приём девушек-курсантов (20 человек) для обучения по военной специализации «Применение подразделений десантного обеспечения». Это будут женщины-офицеры, командиры взводов укладчиков парашютов, которые обеспечивают выполнение военнослужащими прыжков с парашютом, а также выброску боевой техники с помощью специальных платформ и многокупольных систем.
- По итогам реорганизации вузов Рязани в 2009 году в состав Рязанского воздушно-десантного командного училища вошли Рязанское высшее военное командное училище связи и Рязанский военный автомобильный институт[4].
- 24 июня 2010 года агентство «Интерфакс» сообщило с ссылкой на бывшего командующего ВДВ Владислава Ачалова, что училище впервые в истории приостановило набор курсантов, который не будет осуществляться до 2013 года. С сентября 2010 года в училище должна была начаться подготовка полутора тысяч сержантов-контрактников[4].
- В начале 2011 года на базе училища планируют открыть центр по подготовке военных священников, имамов, раввинов и лам для армии и флота[5]. На территории учебного центра расположен храм Ильи-пророка Русской православной церкви[6].
- С 2013 года вновь стало самостоятельным учебным заведением.
- Указом Президента РФ от 14 ноября 2013 года училище награждено орденом Суворова[7]. Путин лично прикрепил знак и ленту ордена на боевое знамя училища во время посещения его 15 ноября 2013 года[8].
- В августе 2013 из Новосибирского ВВКУ был возвращён батальон специальной разведки. С этого момента РГВВДКУ возобновило подготовку офицеров для подразделений специального назначения.
- Летом 2015 года из Новосибирского ВВКУ был переведён факультет среднего профессионального образования, который влился в состав факультета среднего профессионального образования РГВВДКУ.
- В год 100-летия со дня образования училища распоряжением Правительства РФ от 17 февраля 2018 года № 245-р училищу присвоено почётное наименование «гвардейское»[9].

## Современность
Учебное заведение в своём составе имеет собственно училище, учебный центр, расположенный в 60 км от Рязани в окрестностях села Сельцы, авиационную военно-транспортную эскадрилью и Центральный парашютный клуб ВДВ.
На территории училища имеются общежития казарменного типа для размещения курсантов, учебные корпуса и лаборатории для проведения занятий (в том числе огневой и технический комплексы), стрелковый тир, комплекс воздушно-десантной подготовки, спортивный и тренажёрные залы для занятий различными видами единоборств, стадион со спортивным городком, столовая, курсантское кафе, клуб, почта, медицинский пункт, комбинат бытового обслуживания.
В училище традиционно учатся курсанты из других стран. На 2018 год в училище проходили обучение иностранные специалисты из более 40 стран мира (из стран восточной Европы, Центральной Азии, стран ближнего востока, Африки, Латинской Америки и стран-участниц ОДКБ).
На территории РВВДКУ находится музей истории Воздушно-десантных войск.

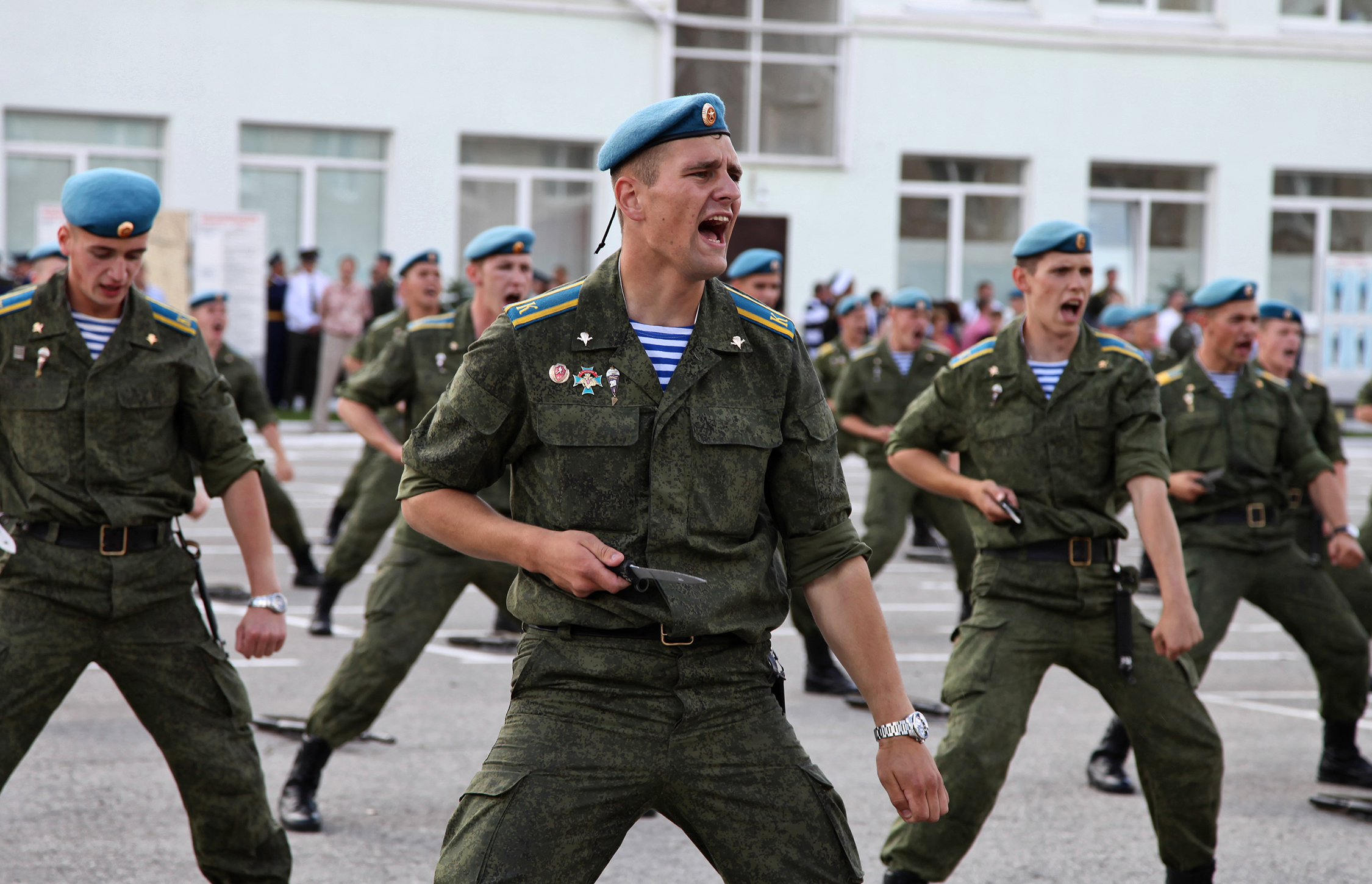
Демонстрация курсантами приёмов рукопашного боя
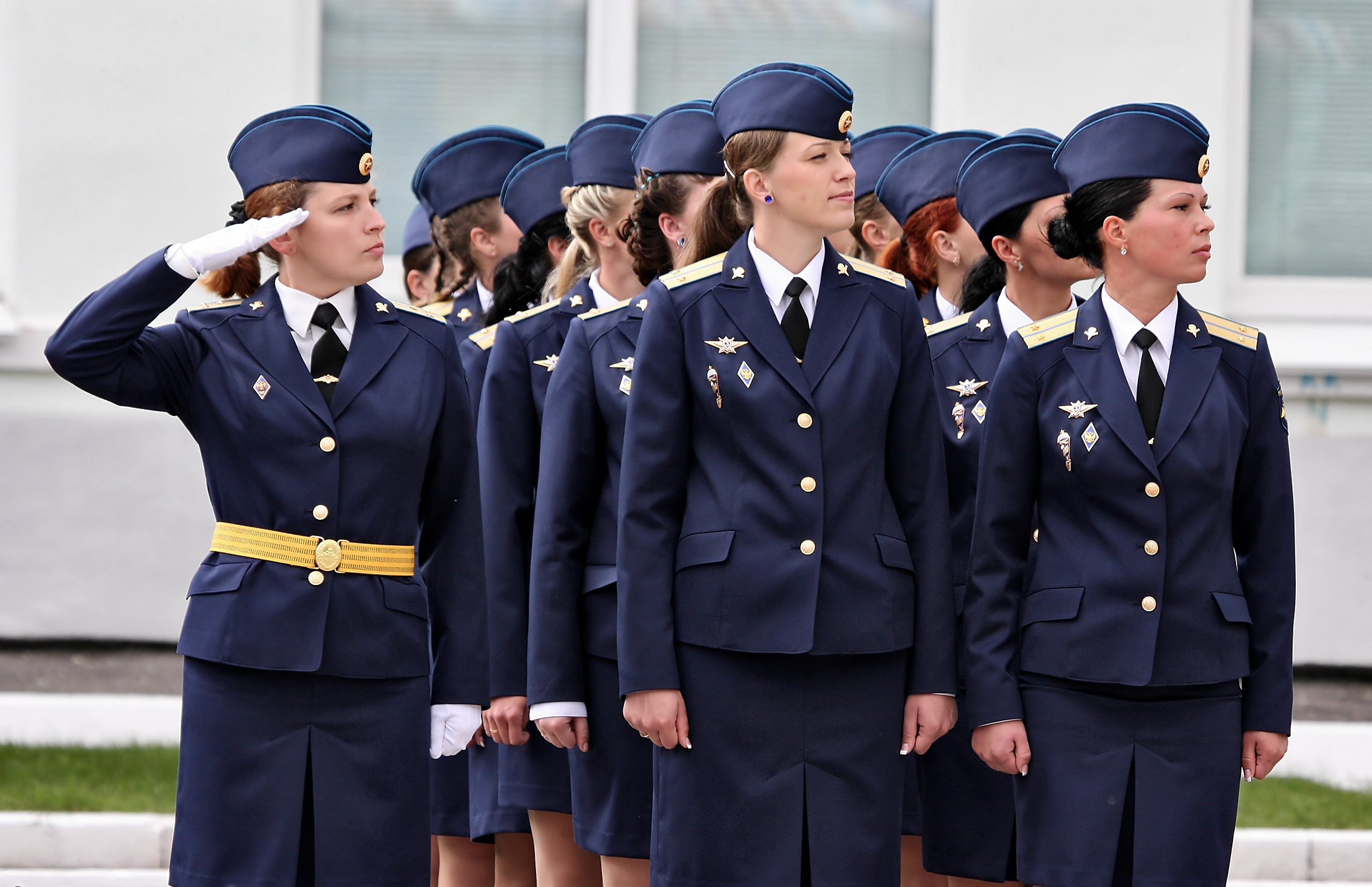
Выпуск первого набора военнослужащих-женщин. 2013 год
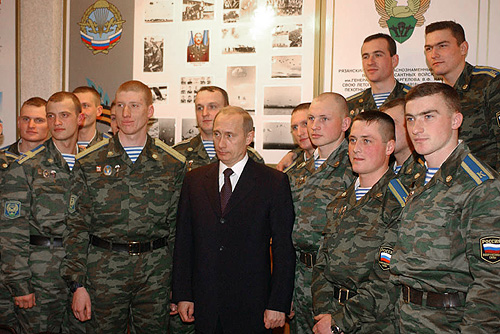
Владимир Путин с курсантами РГВВДКУ, 2002 год
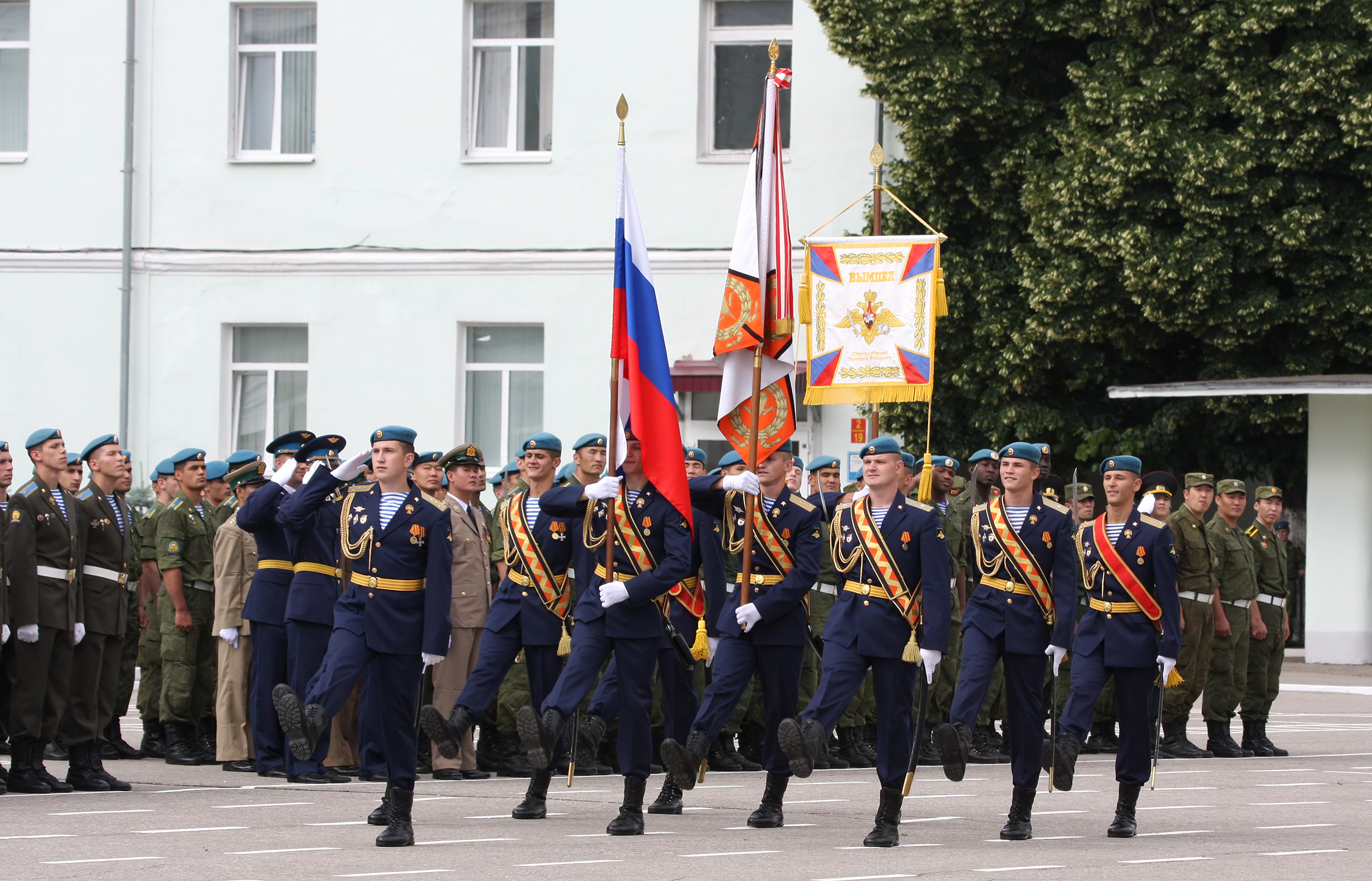
Торжественный вынос знамён

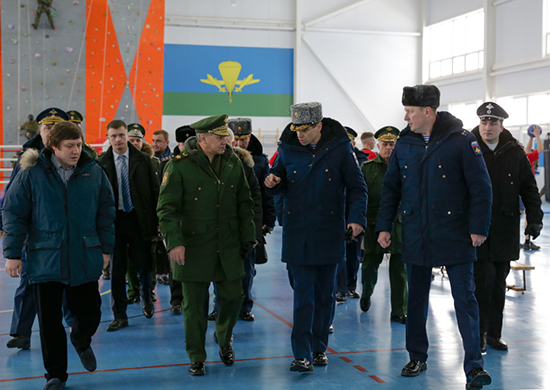
Министр обороны РФ Сергей Шойгу в РГВВДКУ, 2016 год
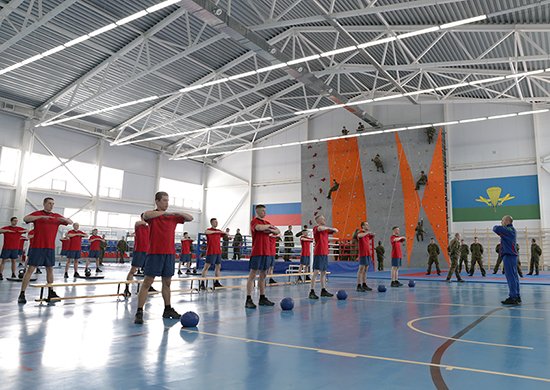
В спортивном комплексе РВВДКУ
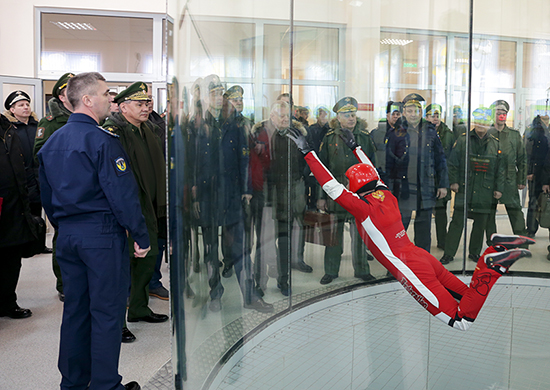
Аэродинамическая установка для подготовки курсантов
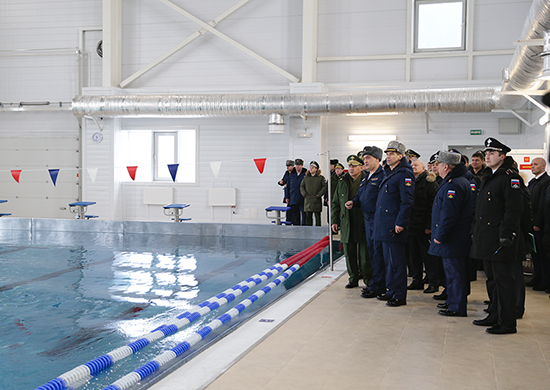
Глубоководный бассейн для подготовки водолазов

С 2013 года ведётся масштабная реконструкция училища. В Рязани и Сельцах построено, отремонтировано и реконструировано свыше 150 различных объектов, осуществлены газификация, реконструкция дорог, замена объектов инженерной инфраструктуры. На март 2016 года введены в эксплуатацию аэродинамическая установка для обучения и тренировок парашютистов, глубоководный бассейн для подготовки водолазов, спортивный комплекс «Боец» и ледовый дворец спорта «Десант».
В период с 12.10.2016 по 27.07.2017 в состав РВВДКУ входил внебюджетный факультет коммуникаций и автомобильного транспорта; располагался в кампусе расформированного Рязанского военного автомобильного института. В 2009 году в РГВВДКУ в качестве батальона высшего образования (связи) вошло расформированное Рязанское высшее военное командное училище связи.
На территории училища находится храм Ильи-пророка, принадлежащий Русской православной церкви и освящённый в честь небесного покровителя десантников. Храм построен на деньги спонсоров, ветеранов ВДВ и Рязанской епархии. С 2011 года храм планируется использовать при обучении армейских капелланов, около 90 % которых, предположительно, будут православными священниками.

## Обучение
Училище выполняет государственный кадровый заказ по подготовке дипломированных специалистов ВПО со сроком обучения 5 лет, по военным специальностям: 
- Применение подразделений ВДВ;
- Применение подразделений специальной разведки;
- Применение подразделений связи ВДВ;
- Применение подразделений десантного обеспечения;
- Применение подразделений морской пехоты;

В институте осуществляют обучение и воспитание курсантов 17 военных и 4 гражданских кафедры:
- тактики;
- боевого обеспечения;
- вооружения и стрельбы;
- гуманитарных и естественно-научных дисциплин;
- воздушно-десантной подготовки;
- бронетанковой техники;
- эксплуатации вооружения и военной техники;
- управления подразделениями;
- применения подразделений специального назначения;
- военно-политической работы в войсках (силах);
- инженерной подготовки;
- физической и горной подготовки;
- русского и иностранных языков;
- математических и естественно-научных дисциплин;
- безопасности информационно-коммуникационных систем специального назначения;
- первичных сетей связи;
- организации связи и автоматизированных систем управления;
- общепрофессиональных дисциплин;
- автомобильной техники;
- специального лингвистического обеспечения;
- применения беспилотных летальных аппаратов;
- автомобильной службы;
- восстановления военной техники;
- двигателей и электрооборудования.

В настоящее время в училище работают 21 доктор наук и 170 кандидатов наук.
За время подготовки курсанты более года проводят на полевых выходах. Ежегодно курсантам предоставляется зимний каникулярный отпуск продолжительностью 2 недели и основной летний отпуск в 30 суток.
Курсанты, окончившие училище с дипломом с отличием, пользуются преимущественным правом выбора места службы после окончания института в пределах установленной для училища разнарядки.

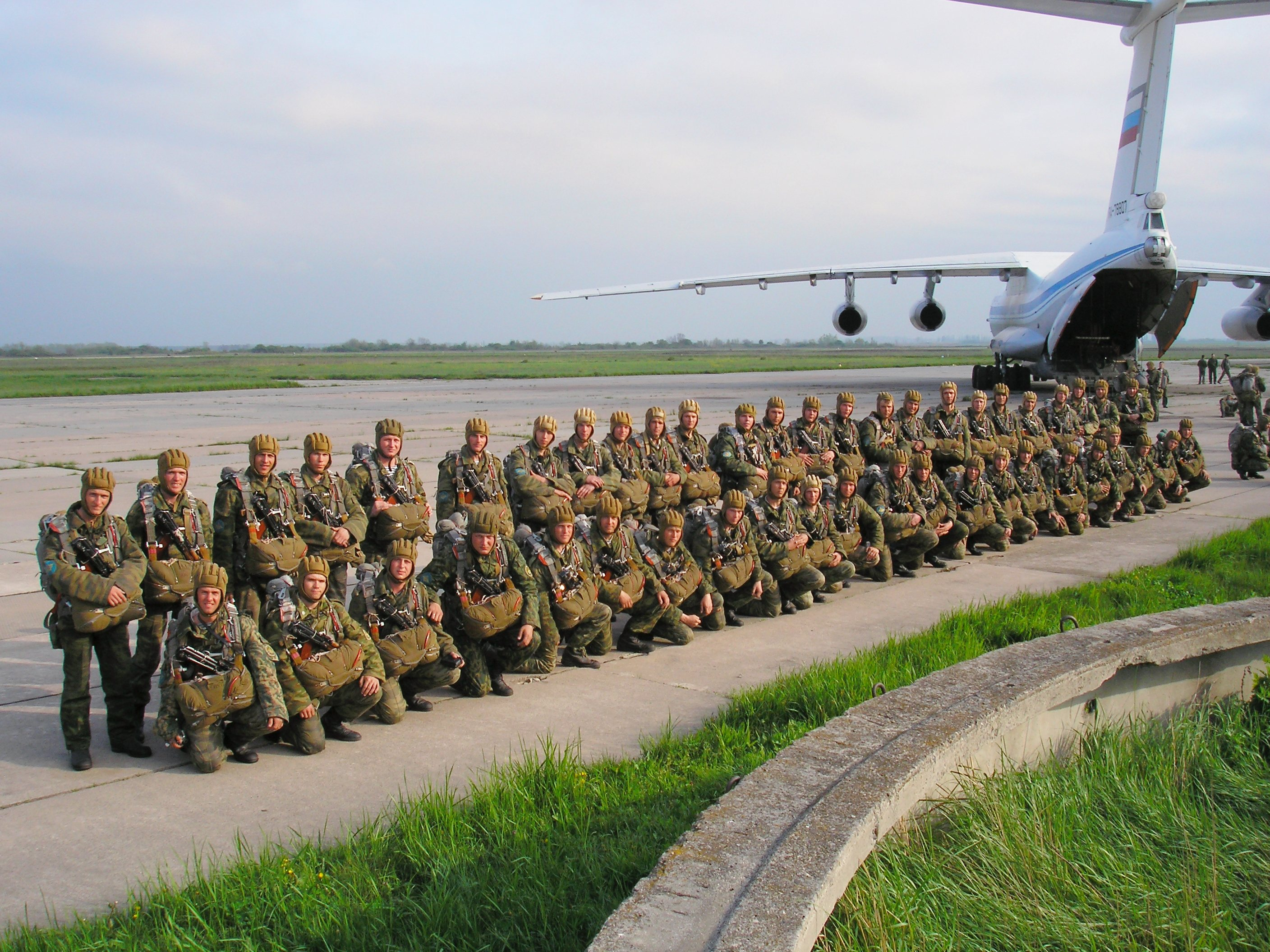
Курсанты РВВКУС перед прыжком с парашютом
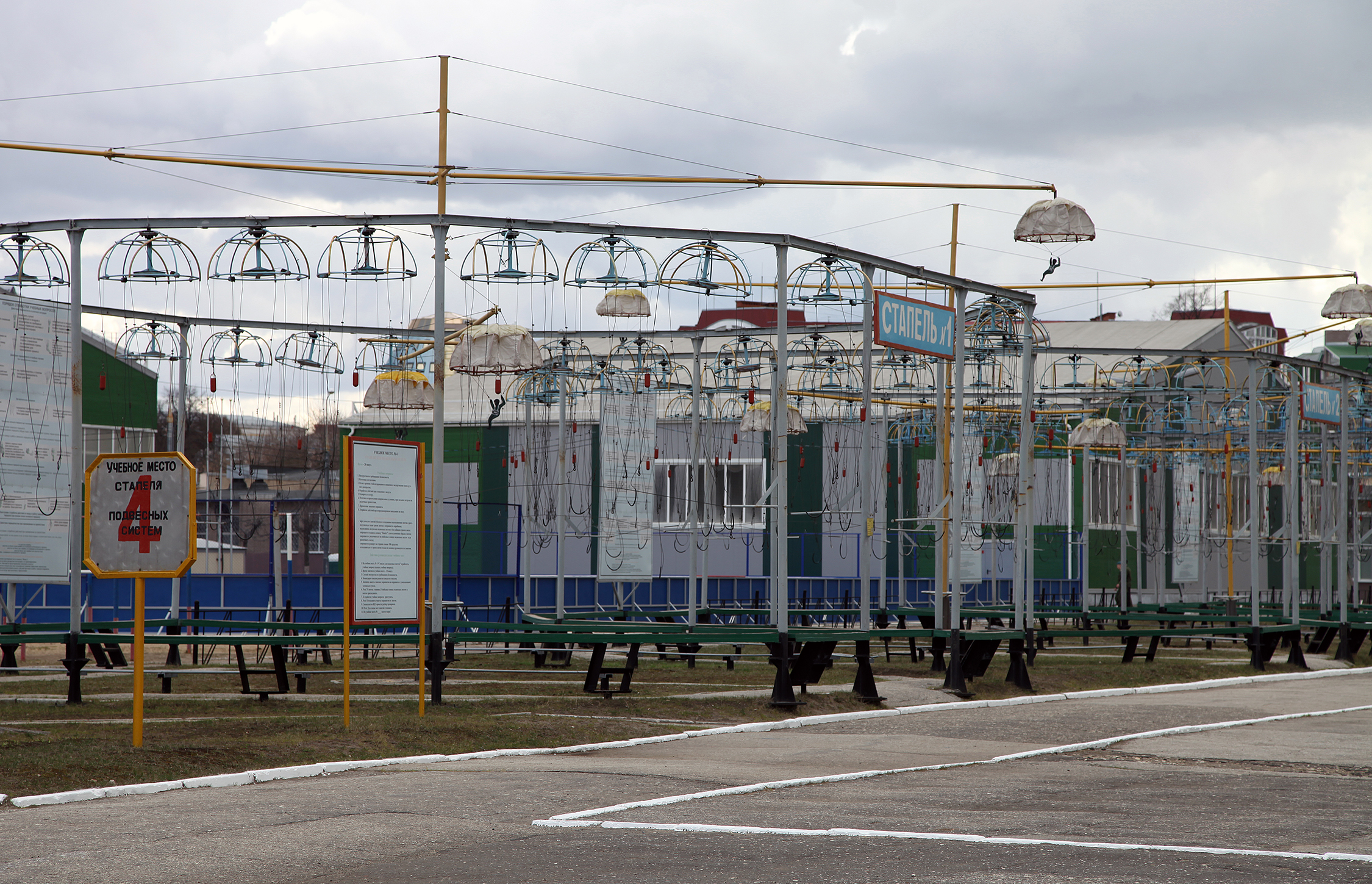
Стапели подвесных систем
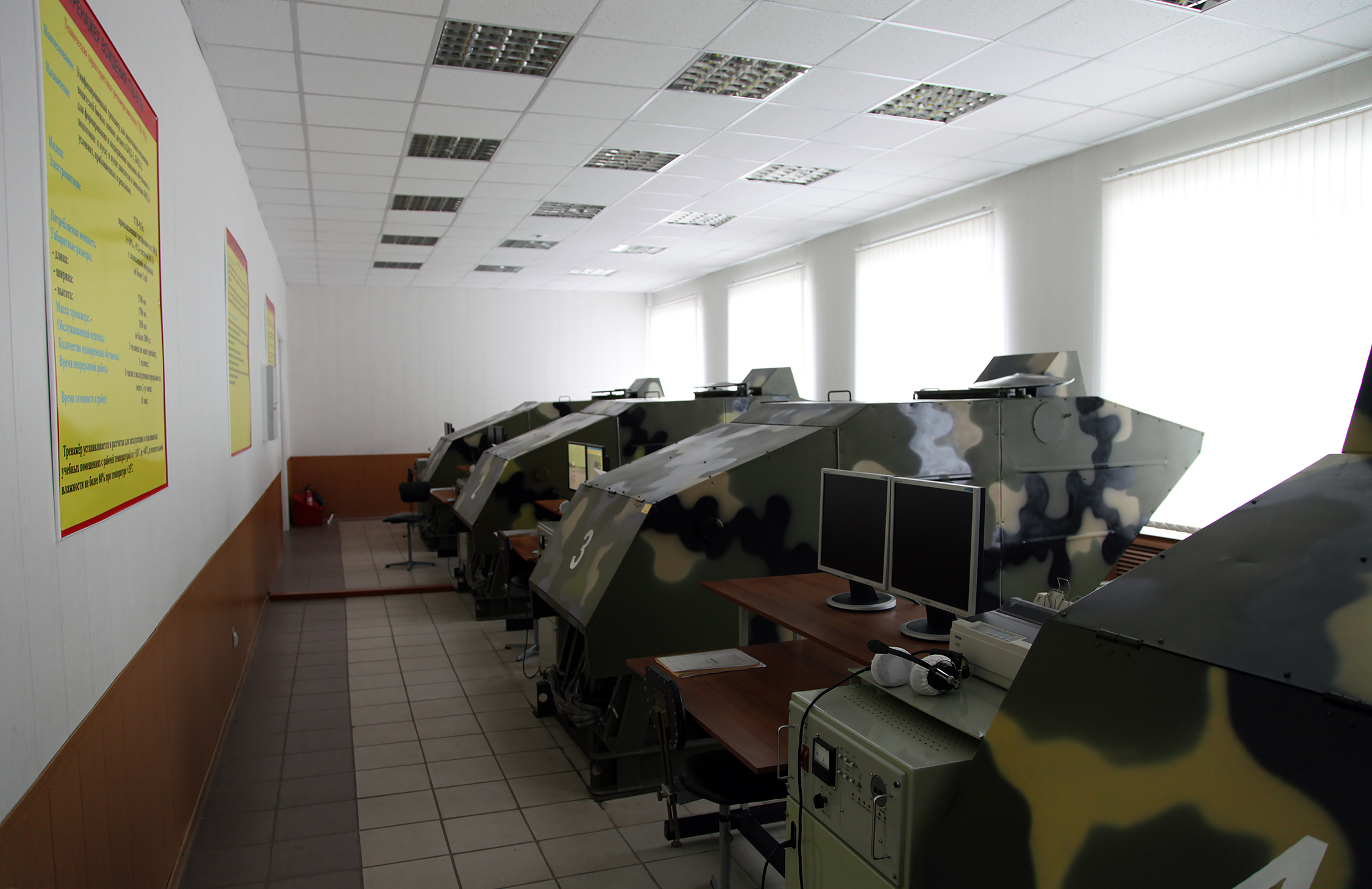
Тренажёрный класс на кафедре вождения
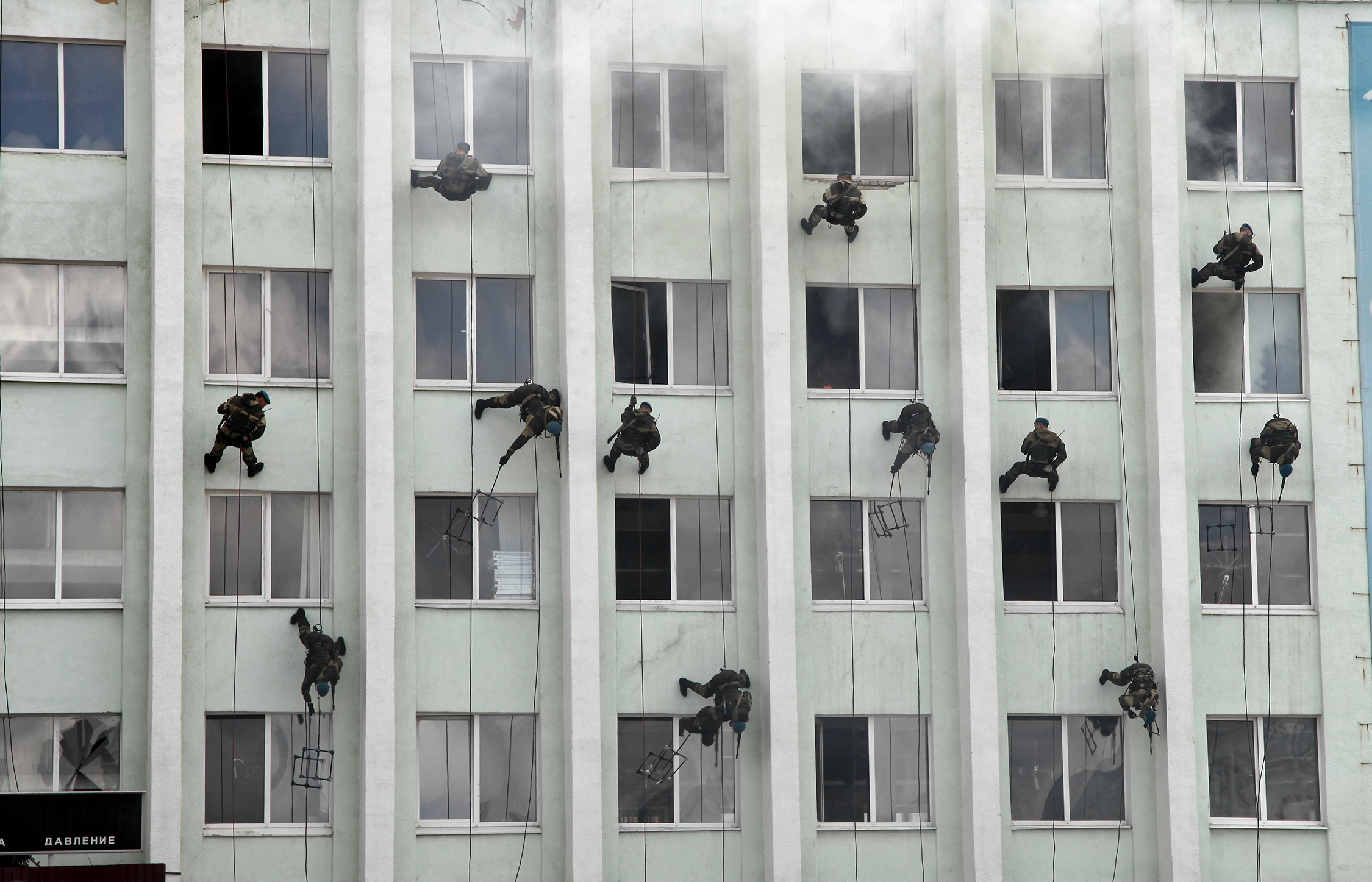
Показательный штурм здания курсантами

## Начальники училища

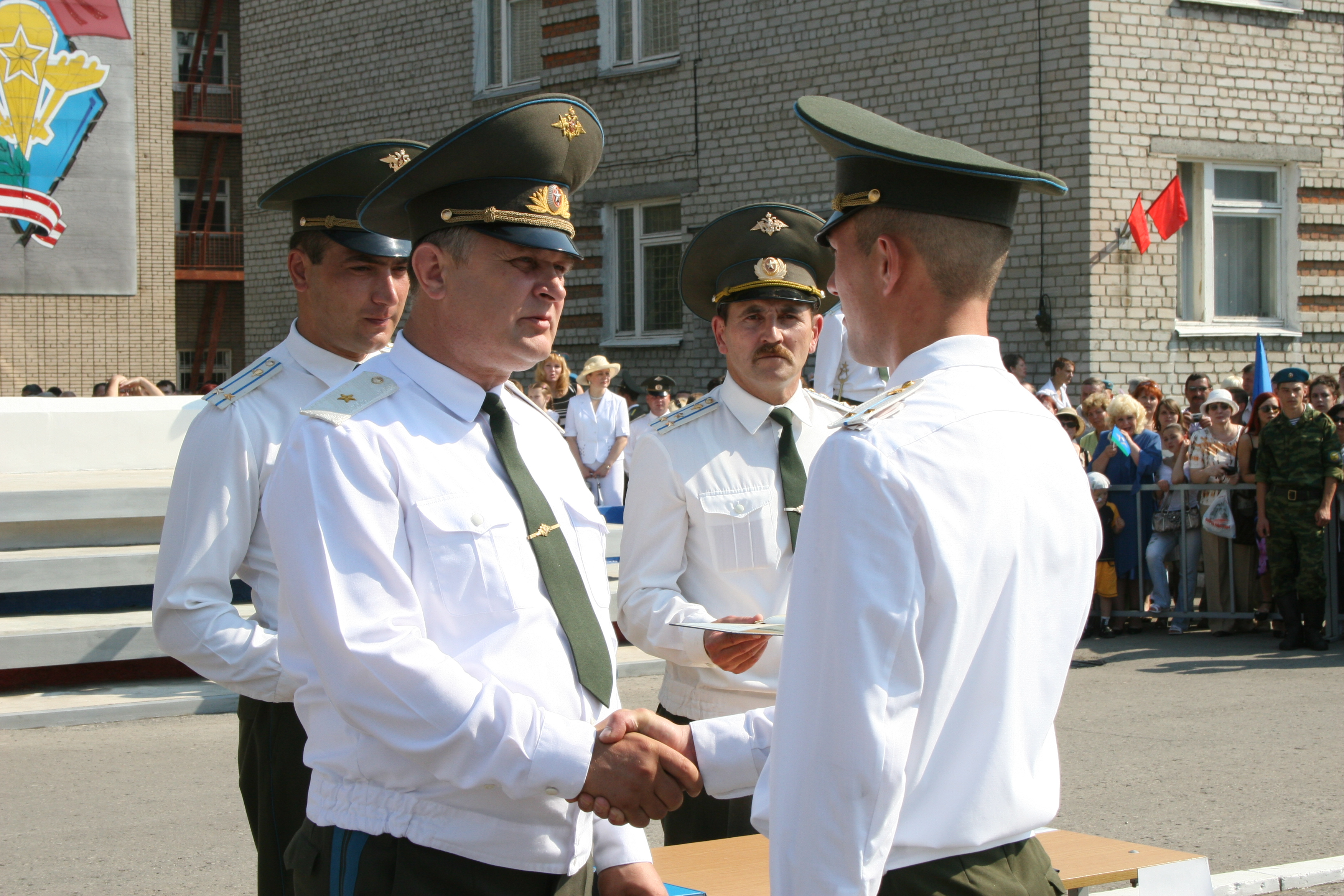
Начальник РВВДКУ генерал-майор Владимир Крымский на выпуске офицеров, 2006 год

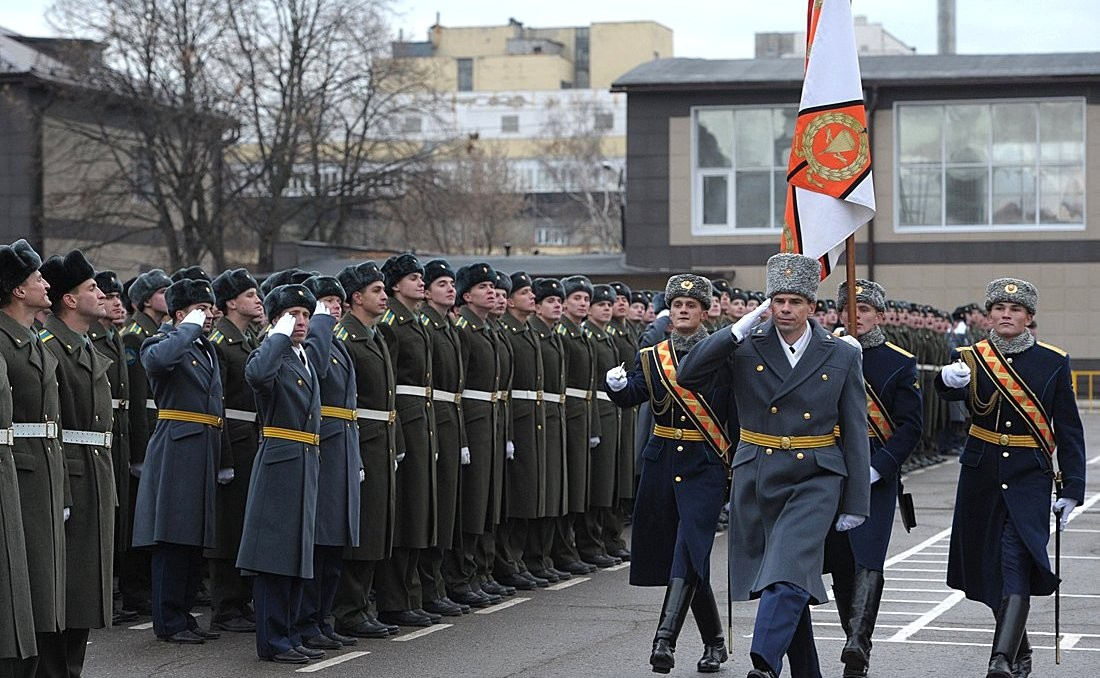
Начальник РВВДКУ полковник Анатолий Концевой во главе знамённой группы, 2013 год

- Троицкий, Иван Александрович (28.08.1918 — 01.04.1919)
- Ораевский, Иван Фёдорович, полковник (01.04.1919 — 10.12.1919)
- Доможиров, Николай Николаевич (16.12.1919 — 24.05.1920)
- Троицкий, Иван Александрович (24.05.1920 — 29.07.1920)
- Ораевский, Иван Фёдорович, полковник (10.09.1920 — 19.10.1921)
- Пинаев, Георгий Андреевич (19.10.1921 — 1922)
- Горячко, Александр Игнатьевич (1922—1926)
- Семашко, Валентин Владиславович (10.1926 — 1929)
- Тихомиров, Пётр Павлович (10.01.1929 — 1931)
- Подшивалов, Иван Мартемьянович (1931—1932)
- Виноградов, Василий Иванович, комбриг (04.1932 — 1939)
- Гарусский, Михаил Петрович, генерал-майор (11.03.1940 — 31.05.1946)
- Лащенко, Пётр Николаевич, генерал-майор (01.06.1946 — 10.01.1950)
- Визжилин, Виктор Алексеевич, генерал-майор (10.01.1950 — 25.04.1952)
- Савченко, Сергей Степанович, генерал-майор (25.04.1952 — 05.1959)
- Леонтьев, Александр Степанович, генерал-майор (10.06.1959 — 30.11.1965)
- Попов, Александр Михайлович, генерал-майор (30.11.1965 — 06.1968)
- Кулишев, Олег Фёдорович, генерал-майор (27.07.1968 — 06.1970)
- Чикризов, Алексей Васильевич, генерал-лейтенант (02.07.1970 — 03.1984)
- Слюсарь, Альберт Евдокимович, генерал-лейтенант (15.03.1984 — 17.12.1995)
- Щербак, Валерий Витальевич, генерал-майор (17.12.1995 — 17.12.2001)
- Крымский, Владимир Яковлевич, генерал-майор (17.12.2001 — 10.02.2008)
- Луговой, Владимир Николаевич, полковник (06.05.2008 — 12.2009)
- Красов, Андрей Леонидович, полковник (01.01.2010 — 27.01.2012)
- Концевой, Анатолий Георгиевич, генерал-майор (14.09.2012 — 09.2017)
- Рагозин, Алексей Николаевич, гвардии генерал-майор (09.2017 — 02.2021)[15][16]
- Евкодимов, Руслан Леонтьевич, гвардии генерал-майор (с 02.2021)[17]

## Выпускники училища
В послужном списке училища 53 Героя Советского Союза, 120 Героев Российской Федерации, тысячи кавалеров боевых орденов, более 60 рекордсменов Вооружённых Сил Советского Союза, России и мира по парашютному спорту и т. д. Среди выпускников училища (помимо прочих — плеяда высших военачальников, в том числе командующих ВДВ в новейшей истории России).

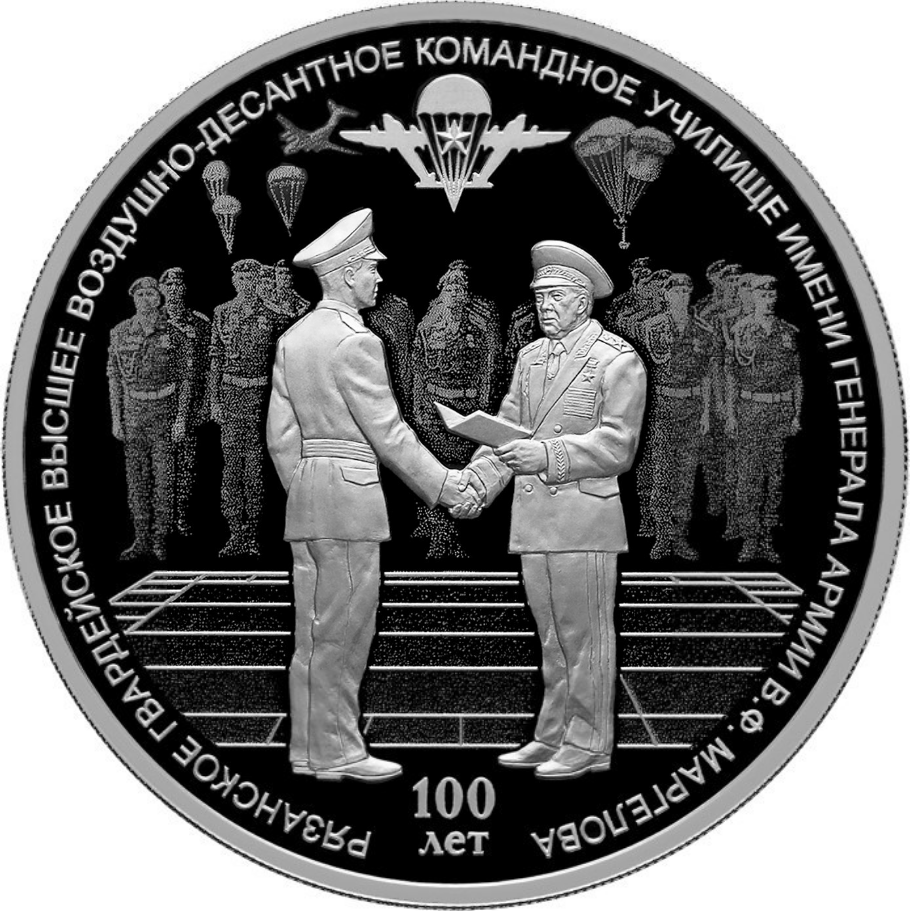
Памятная серебряная монета ЦБ РФ

См. Категория:Выпускники Рязанского высшего воздушно-десантного командного училища.

## Нумизматика
- 30 июля 2018 года Банк России выпустил в обращение памятную серебряную монету номиналом 3 рубля «100-летие Рязанского гвардейского высшего воздушно-десантного ордена Суворова дважды Краснознамённого командного училища имени генерала армии В. Ф. Маргелова»[18].

## Филателия

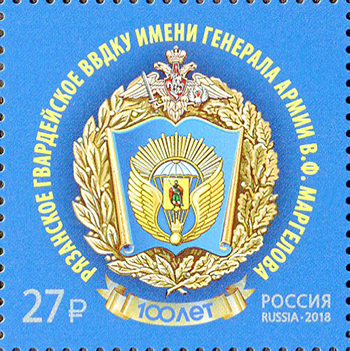
Почтовая марка России 2018 года.

- Почта России в 2018 году выпустила марку: 100 лет Рязанскому высшему воздушно-десантному командному училищу имени генерала армии В. Ф. Маргелова.